# Walkiria La Roche
Walkiria La Roche (Belo Horizonte, 27 de setembro de 196?) é uma militante transexual dos direitos LGBT e artista brasileira. Foi eleita coordenadora do Centro de Referência Homossexual de Minas Gerais, tornando-se a primeira transexual a ocupar um cargo executivo no governo mineiro.
Walkiria é também membro da Câmara Técnica de Segurança Pública da Secretaria Nacional de Segurança Pública – Senasp  e ocupa uma cadeira no Conselho Estadual dos Direitos Humanos de Minas Gerais.

## Primeiros anos
Walkiria foi expulsa de casa aos 16 anos, já que o preconceito e o puritanismo de sua família não coadunavam com sua orientação sexual. Sozinha, deparou-se com a realidade da vida independente, ainda adolescente.

Sobre essa fase, em 2006 ela relatou em entrevista:
Sou de uma família de magistrados que 'acharam melhor' eu ficar no gueto. Isso me chocou muito porque são pessoas esclarecidas, com condição social melhor que muita gente que conheço. Percebi que o preconceito é intrínseco ao ser humano, não importa a classe ou origem social. Consegui nunca me prostituir. Desde sempre, eu não quis respeitar as imposições da minha família. (...) Terminei a faculdade de Educação Física e quis trabalhar em prol dos direitos para GLBT.
Sem alternativas, mas buscando a sobrevivência fora do mercado do sexo, junta-se ao corpo de baile de uma casa noturna de Belo Horizonte, experiência que forjou os alicerces de sua futura carreira como militante pelos direitos humanos LGBT.

## Percurso

### Educação e cargos públicos
Walkiria é Bacharel em Educação Física pela Universidade Federal de Minas Gerais (UFMG) e especialista em Gestão de Políticas Públicas pela Pontifícia Universidade Católica (PUC) de Minas Gerais e focou sua carreira no ativismo pelos direitos humanos.
Atuou como líder da Associação de Travestis e Transexuais de Minas Gerais (Astrav) por mais de uma década, No dia 7 de janeiro de 2006, durante o mandato do governador Aécio Neves, foi eleita coordenadora do Centro de Referência Homossexual de Minas Gerais, tornando-se a primeira transexual a ocupar um cargo executivo no governo mineiro, onde permaneceu por quatro anos.  Além disso, também coordenou o Centro de Referência da Diversidade Sexual da prefeitura de Belo Horizonte, e ocupa ainda o cargo como docente do Centro de Treinamento da Polícia Militar do Estado de Minas Gerais, onde atua na capacitação de agentes perante o público GLBT.
 

Em um evento do governo mineiro, que visava capacitar policiais civis para atendimento do núcleo LGBT, ao combate a homofobia e transfobia a militante afirmou:
É inadmissível que ainda exista preconceito com a diversidade sexual, portanto o Núcleo de Atendimento e Cidadania da População de Lésbicas, Gays, Bissexuais, Travestis e Transexuais e este curso são respostas necessárias do Governo de Minas para a homofobia.

### Conquistas sociais
Uma das conquistas da Coordenadoria Especial de Políticas de Diversidade Sexual do Estado de Minas Gerais materializou-se em 17 de outubro de 2011, quando entrou em vigor em Minas Gerais uma resolução conjunta das Secretarias de Planejamento e de Desenvolvimento Social que autoriza o uso do nome social das travestis e pessoas transexuais em documentos de identificação funcional e em comunicações internas do Poder Executivo. Ela também autoriza o uso do nome social nas certidões e documentos emitidos pelo governo, sem prejuízo do nome verdadeiro, que deverá constar dos documentos que exijam esse tipo de identificação.
A resolução veio para garantir o não constrangimento quando da apresentação da identidade, além de subsidiar de dados sobre tal população, para que o governo possa atuar em duas áreas críticas para essas pessoas: educação e segurança. Vai ser ainda possível ter dados concretos sobre os alunos transexuais e travestis matriculados na rede pública ou em busca de vagas, dos casos de homofobia e transfobia, e também sobre os servidores da administração pública.
Outra iniciativa pioneira da coordenadoria de criar, quando ainda era um núcleo, uma ala exclusiva para travestis e transexuais em um presídio em São Joaquim de Bicas, na Região Metropolitana de Belo Horizonte. O projeto chegou a ser referência para o Governo Italiano, e o governo mineiro pretende ampliar a experiência para o interior. No dia 23 de dezembro de 2010, entretanto, agentes penitenciários do Grupo de Intervenções Táticas (GIT) «espancaram e agrediram barbaramente» seis presos confinados em ala destinada exclusivamente a acautelar homossexuais, causando tensão no experimento de implantação dessa ala.

## Vida pessoal
Apesar de ocupar cargo público em um órgão do governo, a militante já foi vítima de preconceito em várias situações, como revelou a matéria do jornal Estado de Minas:
Apesar de ter um cargo de chefia na administração pública e ser muito bem resolvida com sua sexualidade, como faz questão de frisar, nem ela escapa do preconceito. Na semana passada, ao chegar para trabalhar na Cidade Administrativa, ela conta ter sido alvo de piadas de mau gosto por parte de dois funcionários que estavam na entrada do prédio onde trabalha. ‘Na mesma hora fui lá falar com eles’, conta Walkiria, expulsa de casa na adolescência.
Para além de suas atividades como funcionária pública, ela é hostess da boate Josefine, localizada na capital mineira, Belo Horizonte.